# Psico-história (ficção)
Psico-história, uma ciência fictícia presente no universo da Fundação de Isaac Asimov  , mescla história, sociologia, e matemática estatística para prever com exatidão as ações coletivas de populações muito grandes, como a do Império Galáctico.

## Axiomas
Psico-história baseia-se na ideia de que, enquanto as ações de um indivíduo em particular não podem ser previstas, as leis da estatística aplicadas em grandes populações poderiam prever eventos futuros. Asimov usou a analogia de um gás: um observador possui grande dificuldade em prever o movimento de uma única molécula de gás, mas pode prever o comportamento de massa do gás com alta precisão. Físicos chamam isto de Teoria Cinética. Asimov aplicou esse conceito à população de seu Império Galáctico ficcional, com população estimada em quintilhões. O personagem responsável pela criação dessa ciência foi R. Giskard Reventlov na série dos Robôs e concluída por Hari Seldon na saga da Fundação. Hari Seldon estabeleceu dois axiomas:
- a população cujo comportamento será modelado deve ser suficientemente grande
- a população em questão deve permanecer ignorante dos resultados da análise da psico-história
- Há um terceiro axioma subentendido na Psico-história, que é trivial e não foi declarado por Seldon em seu plano: os seres humanos são os únicos com inteligência na Galáxia.

## Psico-história no mundo real
De acordo com David Brin, autor do livro Foundation's Triumph, ambientado no cenário do Império Galático de Asimov, os planos do Department of Defense dos Estados Unidos, e da União Europeia, de construírem computadores para analisar textos, incluindo blogues e twits, e fazer previsões do futuro, é uma tentativa de construir um tipo de psico-história no mundo real.